# Rio Desaguadero
O rio Desaguadero é o principal curso de escoamento do lago Titicaca, na Bolívia. Desagua no lago Poopó, depois de um percurso de aproximadamente 436 km. Serve de fronteira entre Peru e Bolívia em seu trecho mais próximo do lago Titicaca.